# Carlos Gunter de Schwarzburgo-Rudolstadt
El conde Carlos Gunter de Schwarzburg-Rudolstadt (6 de noviembre de 1576-24 de septiembre de 1630 en Kranichfeld) fue un noble alemán. Fue el conde gobernante de Schwarzburgo-Rudolstadt de 1605 a 1612 y después el conde gobernante de Hohenstein, señor de Rudolstadt, Leutenberg, Blankenburg, Sondershausen y Arnstadt desde 1612 hasta su muerte.

## Biografía
Carlos Gunter fue el hijo mayor del Conde Alberto VII de Schwarzburgo-Rudolstadt y su primera esposa Juliana de Nassau-Dillenburg. Sus hermanos fueron Luis Gunter I y Alberto Gunter.
Recibió una educación privada y en 1593, a la edad de 17 años, se enroló en la Universidad de Jena. Estudió allí hasta 1596; en el semestre de verano de 1597, estudió en la Universidad de Leipzig. En 1598, fue a la Academia en Estrasburgo, donde probablemente estuvo hasta 1600. Su profesor Melchior Junius alabó a Carlos Gunter como un estudiante excepcionalmente diligente en sus Orationes.
Después de la muerte de su padre en 1605, Carlos Gunter gobernó Schwarzburgo-Rudolstadt durante seis años, con el consentimiento de sus hermanos. En 1612, los hermanos decidieron dividirse la herencia. Carlos Gunter recibió la parte alrededor de Rudolstadt, Alberto Gunter recibió la parte alrededor Ilmenau, y Luis Gunter I recibió el área alrededor de Frankenhausen. En 1624, Alberto Gunter y Luis Gunter se intercambiaron las partes que poseían, en el Tratado de Érfurt.
En 1609, Carlos Gunter inició la construcción de una escuela en Rudolstadt. La escuela fue inaugurada en 1611. El 13 de junio de 1613, contrajo matrimonio con Ana Sofía, una hija del Príncipe Joaquín Ernesto de Anhalt. Carlos Gunter y Ana Sofía eran unos partidarios entusiastas del pedagogo reformador Wolfgang Ratke.
El Príncipe Luis I de Anhalt-Köthen admitió a Carlos Gunter como miembro de la Sociedad Fructífera en 1619, probablemente el 5 de septiembre. Recibió el sobrenombre de der Vermehrende ("la Proliferación") y el lema Hundertfältig ("por cien veces"). Su emblema fue una mazorca de maíz turca (Zea mays L) con varias espigas abiertas. Fue el número 23.
Carlos Gunter murió el 24 de septiembre de 1630, a la edad de 54 años. Como no tenía hijos, fue sucedido por su hermano Luis Gunter I.